# Villa Consuelo

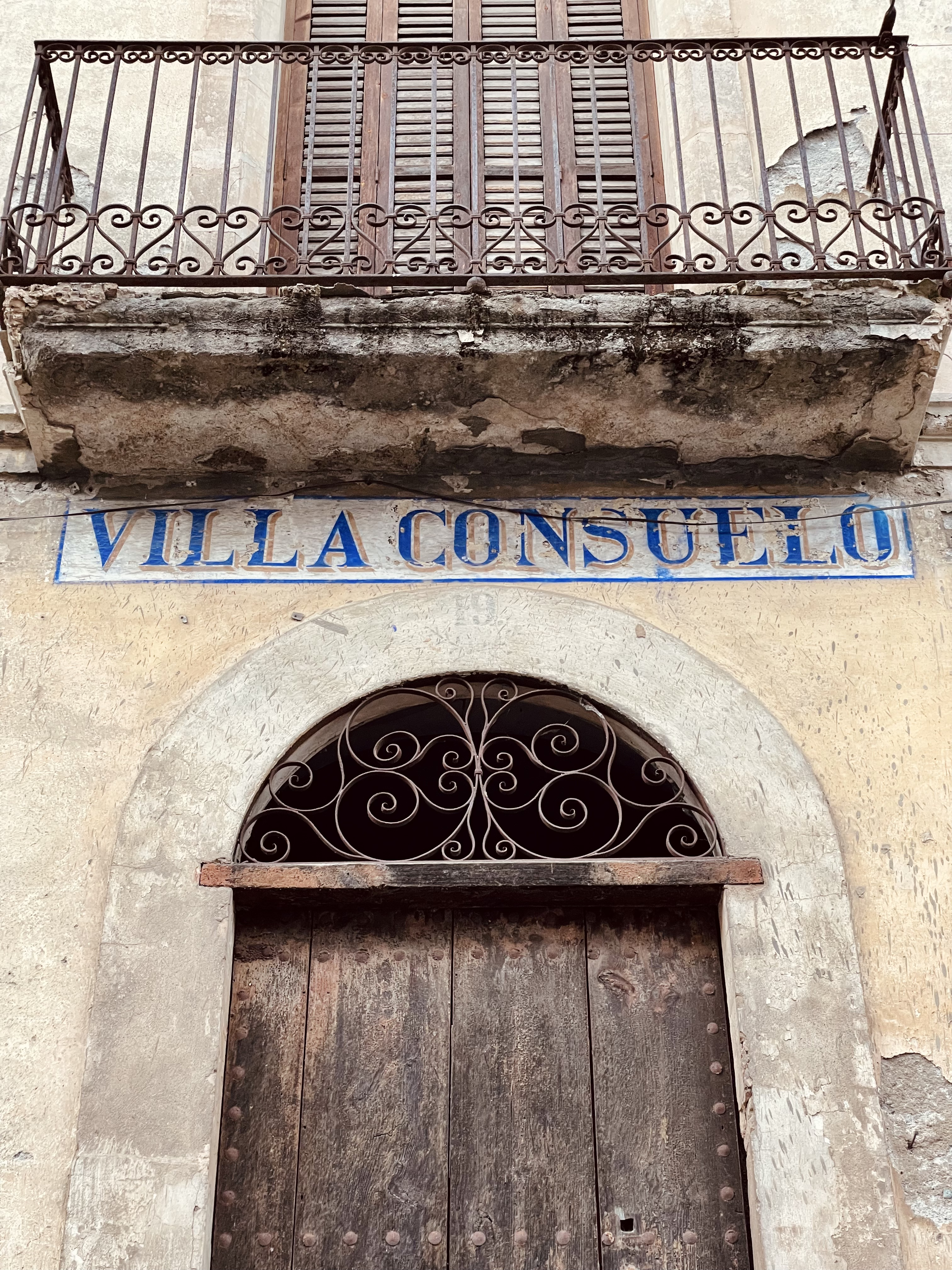
Entrada a la Villa Consuelo de Ripoll.

Villa Consuelo és un conjunt de dos edificis d'habitatges de Ripoll (Ripollès). Construït el segle xix com a edificis pioners d'habitatges plurifamiliars, està protegit com a bé cultural d'interès local.

## Descripció
Són habitatges d'inquilins caracteritzats per la simplificació formal de l'esquema neoclàssic i l'absència d'ornamentació. Ambdós edificis introdueixen els arcs rebaixats a les plantes baixes i a l'última planta, utilitzada com a eixida, el dentell en les llindes de les obertures, la continuïtat vertical dels balcons i la timidesa en el tractament de les cornises.
Són edificacions aïllades on el sistema de façanes queda reduït al tractament de la principal, element de relació de l'edifici amb l'espai públic. L'aparició d'aquest model tipològic de cases de lloguer situades aïlladament sobre la parcel·la és una opció encetada en els nous creixements sobre els eixos de les carreteres.